# Бутанская национальная библиотека

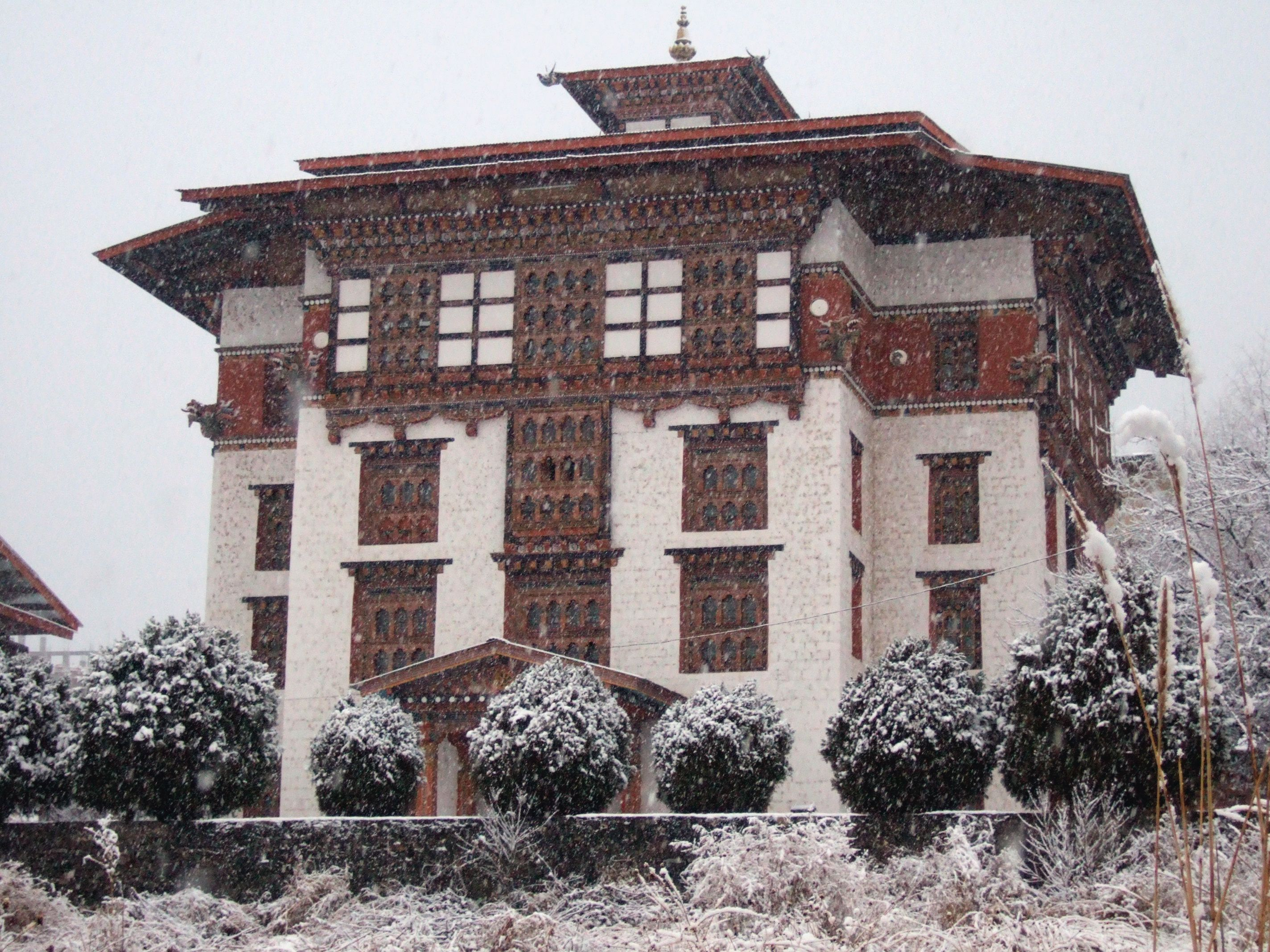
Бутанская национальная библиотека

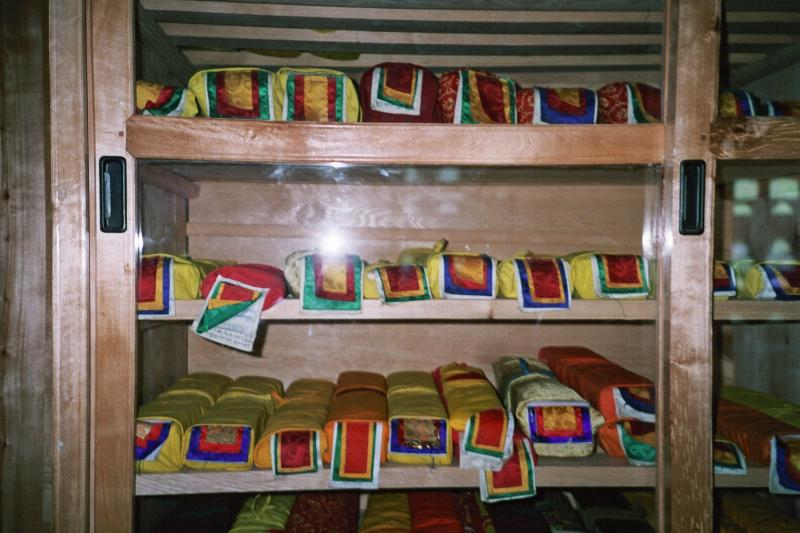
Книги в Бутанской национальной библиотеке

Бутанская национальная библиотека (NLB) (дзонг-кэ འབྲུག་རྒྱལ་ཡོངས་དཔེ་མཛོད, вайли  , лат. Druk Gyelyong Pedzö) расположена в Тхимпху, столице Бутана. Библиотека была основана в 1967 году с целью сохранения и распространений богатого культурного наследия Бутана. Библиотека находится на восточной стороне реки около Бутанского музея текстиля.

## История
Библиотека была открыта в 1967 году по инициативе королевы Аши Пхунцо Чоден (1911—2003), изначально в библиотеку была помещена небольшая коллекция драгоценных текстов. Первоначально библиотека помещалась в центральной башне Ташичо-дзонга. По мере роста коллекции библиотеку пришлось поместить в отдельное помещение в районе Чангангкха в Тхимпху.
По проекту был построен четырёхэтажный восьмиугольный комплекс в традиционном стиле дзонга, правительство смогло обеспечить строительство без привлечения зарубежных спонсоров и инвесторов. .
23 ноября 1984 года Дилго Кхьенце Ринпоче провёл торжественное освящение нового помещения.

## Национальные архивы
Дополнительное двухэтажное здание с 2004 года было оборудовано под национальные архивы, в котором хранятся текущие документы государства. По договорённости с Данией (2000) архивы были оборудованы современным оборудованием для защиты документов от огня, поддержания условий хранения, температуры и влажности.
Банк национальной памяти содержит старые документы, письма и фотографии, часть из которых также микрофильмируется.
В архиве работает служба микрофильмирования, как по инициативе библиотеки, так и по частным заказам, обеспечивает долговременную сохранность содержания книг и документов.
Предполагается также расширить раздел аудиозаписей и видеозаписей с целью сохранения традиций страны.